# Loredana Capone
Loredana Capone (Lecce, 14 febbraio 1964) è una politica italiana.
Membro del Comitato europeo delle regioni e Presidente del Consiglio regionale della Puglia dal 26 novembre 2020, il 12 marzo 2023 viene eletta all'unanimità Vicepresidente del Partito Democratico dall'Assemblea nazionale, assieme alla deputata piemontese Chiara Gribaudo.

## Biografia
Nata a Lecce, dove risiede, si è laureata in giurisprudenza ed è avvocata amministrativista dal 1991 e docente di materie giuridiche ed economiche dal 1993 al liceo classico Giuseppe Palmieri di Lecce. È sposata e madre di 4 figlie.
Dal 1994 al 1995 è stata magistrato onorario presso la Pretura Circondariale di Lecce.

### Carriera politica
Il 26 giugno 1995 viene nominata assessora con deleghe all'ambiente, all'urbanistica, ai contratti, al contenzioso e alle pari opportunità nella giunta comunale di Lecce guidata da Stefano Salvemini, incarico che ricoprirà fino al 15 novembre 1997. Nel 2000 viene nominata nel medesimo ruolo nella giunta provinciale di Lecce con delega alle pari opportunità. A seguito dell'elezione a consigliera provinciale nel 2004, viene nominata vicepresidente dell'ente e assessora in quota La Margherita dal presidente eletto Giovanni Pellegrino.
Alle elezioni amministrative del 2009 si candida alla presidenza della Provincia di Lecce, sostenuta da una coalizione di centro-sinistra formata da PD, Italia dei Valori (IdV), Partito Socialista, Sinistra per il Salento, Rifondazione Comunista - Sinistra Europea - Comunisti Italiani e le liste civiche Salento c'è con Loredana Capone Presidente, Giovanni Pellegrino per il Salento e Democratici e Riformisti, raccogliendo il 36,76% dei voti e accedendo al ballottaggio con il candidato di centro-destra Antonio Maria Gabellone. Al ballottaggio Capone viene superata da Gabellone con il 48,96% contro il suo 51,04%.
Nel 2009, a seguito dell'azzeramento della giunta regionale della Puglia per un'inchiesta giudiziaria, viene scelta dal presidente Nichi Vendola per ricoprire il ruolo di assessora allo sviluppo economico, riconfermata poi nel 2010, a seguito della sua elezione a consigliera regionale, e nel 2015, a seguito dell'elezione a presidente della giunta pugliese di Michele Emiliano che le affida anche la delega al turismo. Nell'VIII e nella IX legislatura inoltre il ruolo di vicepresidente della giunta.
In vista delle elezioni amministrative del 2012, si candida alle elezioni primarie del centro-sinistra per la scelta del candidato sindaco di Lecce, dove vince ottenendo il 48,22% dei voti (3.743) e superando Carlo Salvemini, ex consigliere comunale del PD con il 41,35% (3.210), e Sabrina Sansonetti, con il 10,43% (810). Alla tornata elettorale si presenta sostenuta da PD, IdV, Partito Socialista Italiano e le liste civiche Lecce Bene Comune, Loredana per Lecce, Lecce Democratica e Valori e Sviluppo, dove tuttavia raccolse il 25,85% dei voti e venne superata al primo turno dal sindaco uscente di centro-destra Paolo Perrone col 64,3%.
Il 22 luglio 2017 viene nominato dal segretario del PD Matteo Renzi come Responsabile con delega al Turismo nella segreteria nazionale del PD.
Alle elezioni regionali pugliesi del 2020 si ricandida per la seconda volta, venendo questa volta rieletta consigliera regionale con 13.908 preferenze, diventando il 26 novembre 2020 presidente del Consiglio regionale della Puglia, la prima donna a ricoprire tale ruolo.
Alle elezioni politiche anticipate del 2022 viene candidata al Senato della Repubblica, per la lista Partito Democratico - Italia Democratica e Progressista nel collegio plurinominale Puglia - 01 in quarta posizione, risultando non eletta.
Alle elezioni primarie del PD del 2023 decide di sostenere la mozione della deputata Elly Schlein, che risulterà vincente con il 53,75% dei voti. Successivamente il 12 marzo viene nominata, assieme alla deputata piemontese Chiara Gribaudo, vicepresidente del PD.